# Roswitha Pestel
Roswitha Pestel ist eine ehemalige deutsche Fußballspielerin.

## Karriere
Pestel gehörte der SSG 09 Bergisch Gladbach an, für die sie als Mittelfeldspielerin aktiv gewesen ist. Während ihrer Vereinszugehörigkeit gewann sie zweimal die Deutsche Meisterschaft. Am 24. Juni 1979 bestritt sie das im Stadion An der Paffrather Straße ausgetragene Rückspiel gegen den FC Bayern München. In diesem Spiel, das mit 1:0 gewonnen wurde, kam sie mit Einwechslung für Elisabeth Lesnik in der 57. Minute zum Einsatz. Ihr zweites Finale um die Deutsche Meisterschaft bestritt sie am 15. Juni 1980 erneut im heimischen Stadion; das Spiel gegen den KBC Duisburg wurde mit 5:0 gewonnen.

## Erfolge
- Deutscher Meister 1979, 1980